# Jal
Jal és una població dels Estats Units a l'estat de Nou Mèxic. Segons el cens del 2000 tenia 1.996 habitants.

## Demografia
Segons el cens del 2000, Jal tenia 1.996 habitants, 743 habitatges, i 560 famílies. La densitat de població era de 159,2 habitants per km².
Dels 743 habitatges en un 32,8% hi vivien nens de menys de 18 anys, en un 61,6% hi vivien parelles casades, en un 8,7% dones solteres, i en un 24,6% no eren unitats familiars. En el 23,3% dels habitatges hi vivien persones soles el 13,3% de les quals corresponia a persones de 65 anys o més que vivien soles. El nombre mitjà de persones vivint en cada habitatge era de 2,69 i el nombre mitjà de persones que vivien en cada família era de 3,18.
Per edats la població es repartia de la següent manera: un 28,7% tenia menys de 18 anys, un 8,3% entre 18 i 24, un 22,8% entre 25 i 44, un 23,2% de 45 a 60 i un 17% 65 anys o més.
L'edat mediana era de 39 anys. Per cada 100 dones de 18 o més anys hi havia 90,5 homes.
La renda mediana per habitatge era de 30.848 $ i la renda mediana per família de 35.500 $. Els homes tenien una renda mediana de 32.125 $ mentre que les dones 21.250 $. La renda per capita de la població era de 14.354 $. Aproximadament el 13,8% de les famílies i el 17,9% de la població estaven per davall del llindar de pobresa.

## Poblacions més properes
El següent diagrama mostra les poblacions més properes.